# Bei mir liegst du richtig
Bei mir liegst du richtig ist eine US-amerikanische Screwball-Komödie aus dem Jahr 1974 mit Barbra Streisand in der Hauptrolle unter der Regie von Peter Yates. Das Drehbuch von Stanley Shapiro und Maurice Richlin erzählt von den Missgeschicken einer Hausfrau in Brooklyn. Er diente 1977 als Grundlage für den Hindi-Film Aap Ki Khatir.

## Handlung
Henrietta und Pete Robbins sind ein junges Paar in Brooklyn, das sich mit dem Einkommen durchschlägt, das er als Taxifahrer verdient. Seine aufgeblasene Schwägerin Helen erinnert ihn gerne daran, dass er durch seine frühe Heirat um eine College-Ausbildung gebracht wurde und wie viel besser es ihr und ihrem Mann Fred geht. Als Pete einen Insidertipp über Schweinebauch-Termingeschäfte bekommt, leiht sich Henrietta 3.000 Dollar von einem mafiösen Kredithai, um die Ware zu kaufen. Leider steigt der Wert der Ware nicht so schnell wie erwartet. Als sie ihre Schulden nicht bezahlen kann, wird ihr Vertrag an Mrs. Cherry verkauft, eine großmütterliche Frau, die einen Prostitutionsring betreibt. Als Henriettas erste Versuche, Kunden zu unterhalten, nicht von Erfolg gekrönt sind, wird ihr Vertrag erneut verkauft... wieder und wieder, da Henrietta die Anforderungen jedes neuen Kunden, bei dem sie sich verschuldet, nicht erfüllt – jedes Mal für mehr Geld – und versucht, ihre neuen Unternehmungen vor ihrem ahnungslosen Ehemann geheim zu halten.

## Besetzung und Synchronisation
| Rolle                     | Darsteller         | D Sprecher          | DDR Sprecher    |
| ------------------------- | ------------------ | ------------------- | --------------- |
| Henrietta „Henry“ Robbins | Barbra Streisand   | Sabine Eggerth      | Angelika Waller |
| Pete Robbins              | Michael Sarrazin   | N. N.               | Peter Reusse    |
| Helen Robbins             | Estelle Parsons    | N. N.               | N. N.           |
| Fred Robbins              | William Redfield   | Horst Sachtleben    | N. N.           |
| Mrs. Cherry               | Molly Picon        | Alice Franz         | N. N.           |
| Nick Kasabian             | Louis Zorich       | Curt Ackermann      | N. N.           |
| Richter Hiller            | Heywood Hale Broun | N. N.               | N. N.           |
| Bernie                    | Richard Ward       | Herbert Weicker     | N. N.           |
| Loretta                   | Vivian Bonnell     | Rose-Marie Kirstein | N. N.           |
| Mr. Coates                | Joseph Maher       | Thomas Reiner       | N. N.           |

Barbra Streisand hatte ein Stuntdouble namens J. N. Roberts, der in einigen Szenen Motorrad fuhr.

## Produktion
Zu Beginn der Dreharbeiten lautete der Titel noch Titel noch For the Love of Pete, dieser wurde aber später in For Pete’s Sake geändert.
Der Titelsong For Pete's Sake (Don’t Let Him Down) wurde von Artie Butler und Mark Lindsay geschrieben und von Barbra Streisand gesungen.
Barbra Streisand trug während des ganzen Filmes ein Perücke.
Der Film wurde drei Wochen in Brooklyn, New York, und acht Wochen in Hollywood, Burbank Studios, Los Angeles, gedreht.  Die Vorstadtszene im Haus von Helen und Fred Robbins wurde in Paramus, New Jersey gedreht.

## Kritiken
Vincent Canby nannte den Film in seiner Rezension in der New York Times „eine oft übermütig witzige Farce aus alten Zeiten“ und fügte hinzu: „Der Film mag nicht wie eine große komische Aussage wirken, aber die Lacher tragen sich durchweg selbst“. ...Miss Streisands komödiantische Bandbreite sei begrenzt, wie die einer Zeichentrickfigur, aber For Pete’s Sake bewege sich fast ausschließlich innerhalb dieser Bandbreite. In dieser Art von Farce sei sie am besten.
TV Guide schrieb: „Ein schwacher Versuch, eine Hawks-Komödie aus den 1930er Jahren in den 1970er Jahren zu machen“ und „Die Änderung des Titels von „July Pork Bellies“ hat nicht geholfen, und jeder, der sich mit diesem Bild beschäftigt, wäre gut beraten, ihn im Abspann wegzulassen“.